# Кьяппо (гора)
Кьяппо (итал. Monte Chiappo, лиг. Monte Ciappo, ломб. Munt Ciap) — гора в составе Лигурийских Апеннин, в регионах Пьемонт, Ломбардия, Эмилия-Романья. Высота горы составляет 1699 метров.
Через гору раньше проходил ломбардский соляной маршрут.

## Описание

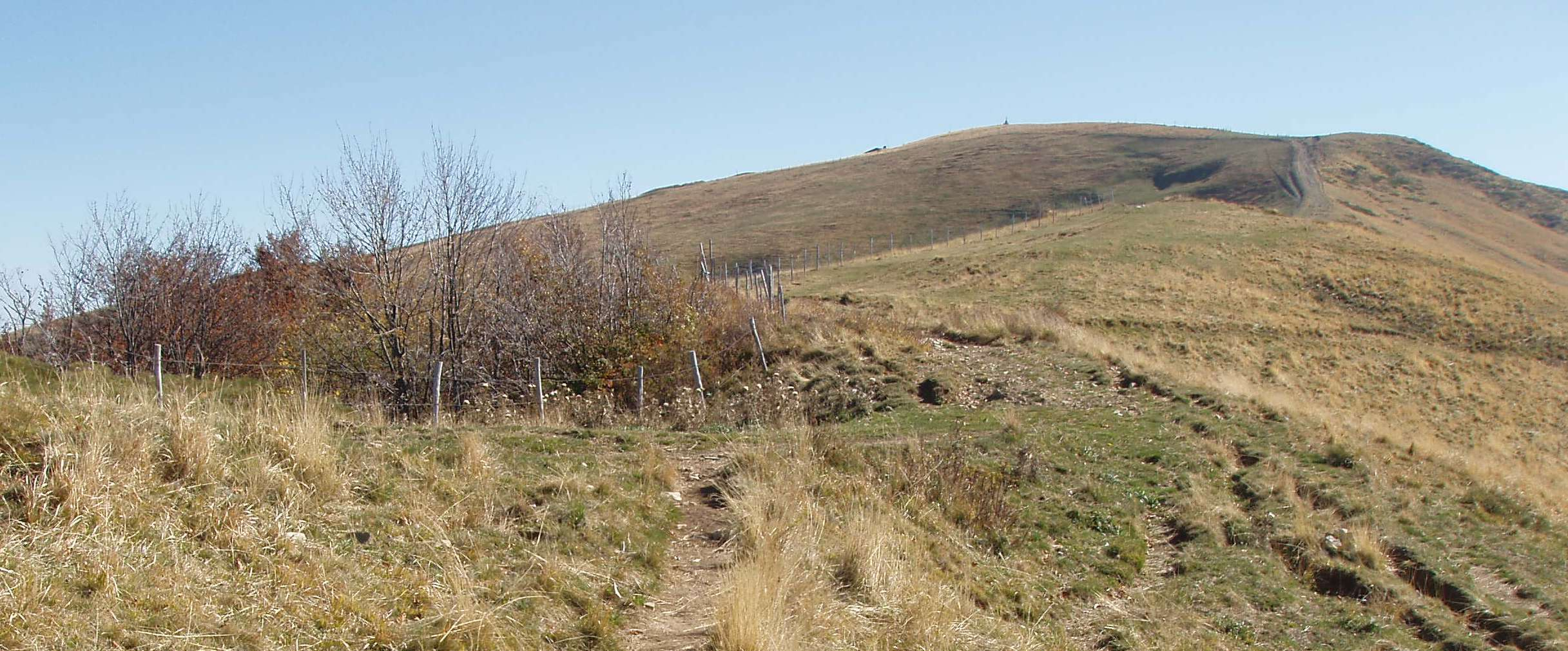
Гора Кьяппо

Кьяппо входит в группу гор Антола. Среди остальных гор в этой группе, она третья по высоте, после Лесима и Эбро.
На пике находится административная граница между Эмилийской провинцией Пьяченца (южный и восточный склоны горы), Пьемонтской провинцией Алессандрия (западный склон и часть северной) и Ломбардской провинцией Павия (небольшая часть северного склона). На границе между провинциями Пьяченца и Павия начинается канатная дорога, которая соединяет вершину горы с деревней чуть ниже, Пьян-дель-Поджо (итал. Pian del Poggio; в провинции Павия) и где также есть горнолыжные склоны. В нескольких километрах находится горнолыжный склон Капаннетте-ди-Пей (в районе Пьяченца), который также имеет горнолыжный склон (без искусственного снега), который можно использовать зимой, когда это позволяют погодные условия.
У горы находятся долины Стаффора, Борека, Борбера и Куроне.

## Вершина
Самый короткий путь к горе Кьяппо — это путь, который начинается с Пиана-делль-Арма или с Капанне-ди-Косола. С вершины открывается вид на долины внизу и близлежащие вершины Эбро, Лесима, Кавальмуроне, на Лигурийские Апеннины и Лигурийское море.
На вершине находится горный приют Кьяппо.